# 吳世榮 (成化進士)
吳世榮（1429年—？），字克仁，浙江處州府麗水縣人，明朝政治人物。同進士出身。

## 生平
景泰四年（1453年）癸酉科浙江鄉試第十六名。成化二年（1466年）丙戌科會試一百五十一名，殿試登進士第三甲第三十一名。

## 家族
曾祖父吳叔道。祖父吳冕，曾任知縣。父亲吳琛，曾任長史。